# Wolica (Miechów)
Pour les articles homonymes, voir Wolica.
Wolica est une localité polonaise de la gmina de Kozłów, située dans le powiat de Miechów en voïvodie de Petite-Pologne.